# Dermogenys megarramphus
Dermogenys megarramphus é uma espécie de peixe da família Hemiramphidae.
É endémica da Indonésia.